# كارول بيرغر
كارول بيرغر (بالإنجليزية: Karol Berger)‏ هو عالم موسيقى أمريكي، ولد في 1947.